# Fajozes
Fajozes is een plaats (freguesia) in de Portugese gemeente Vila do Conde en telt 1467 inwoners (2001).

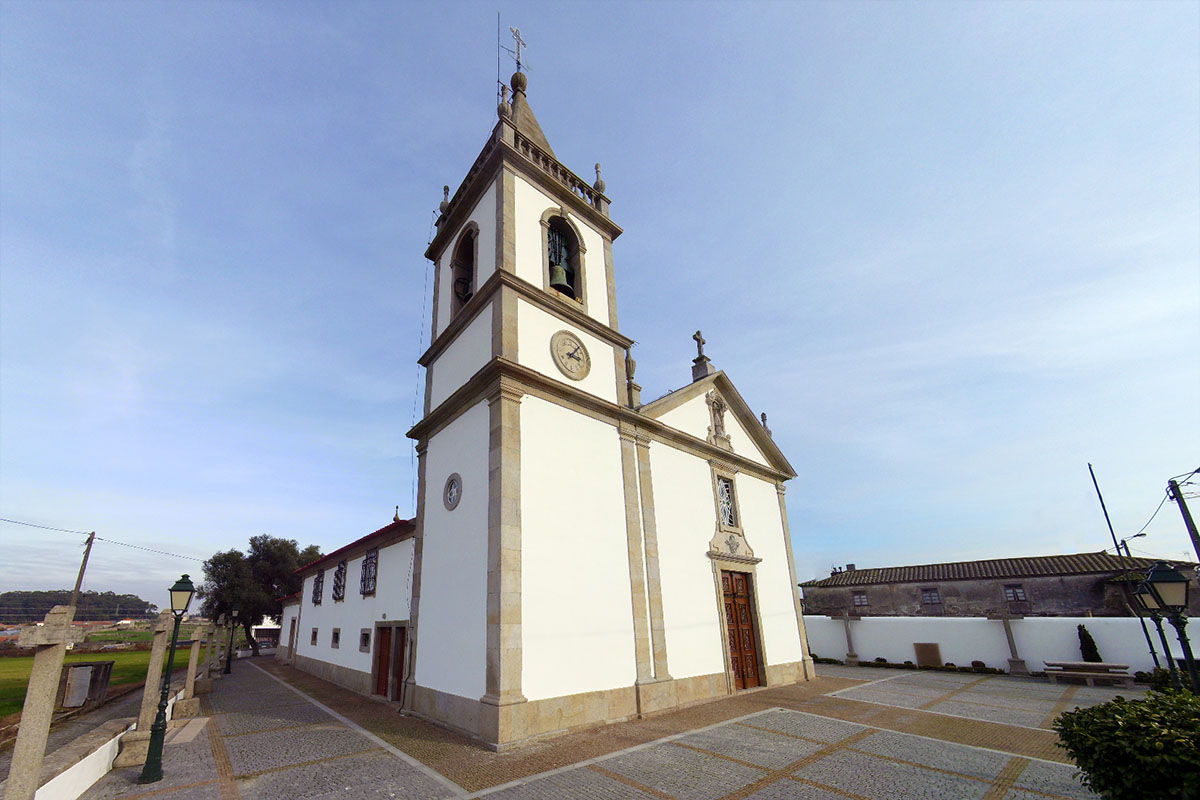
Kerk van Fajozes